# Національне шосе 1 (Колумбія)
Національне шосе 1 — магістральна дорога, яка здебільшого відома як Circunvalar de San Andrés або Circunvalación de la Isla de San Andrés. Цей маршрут пролягає по периметру острова Сан-Андрес у департаменті Сан-Андрес і Провіденсія.
Незважаючи на те, що маршрут вважається кільцевим, він не утворює замкнутого кільця навколо острова, оскільки дороги, розташовані на півночі та сході від міського центру Сан-Андрес, належать муніципалітету.

## Історія
Маршрут було встановлено резолюцією 3700 від 1995 року та ратифіковано резолюцією 339 від 1999 року. Хоча з середини двадцятого століття його будували для покращення якості острова та розвитку туризму. Маршрут починається в секторі Punta Norte міста Сан-Андрес, головного міського центру острова. Маршрут продовжується по периметру острова в напрямку проти годинникової стрілки, проходячи через Ель-Коув, Саут-Енд-Віллас і Сан-Луїс.

## Туризм

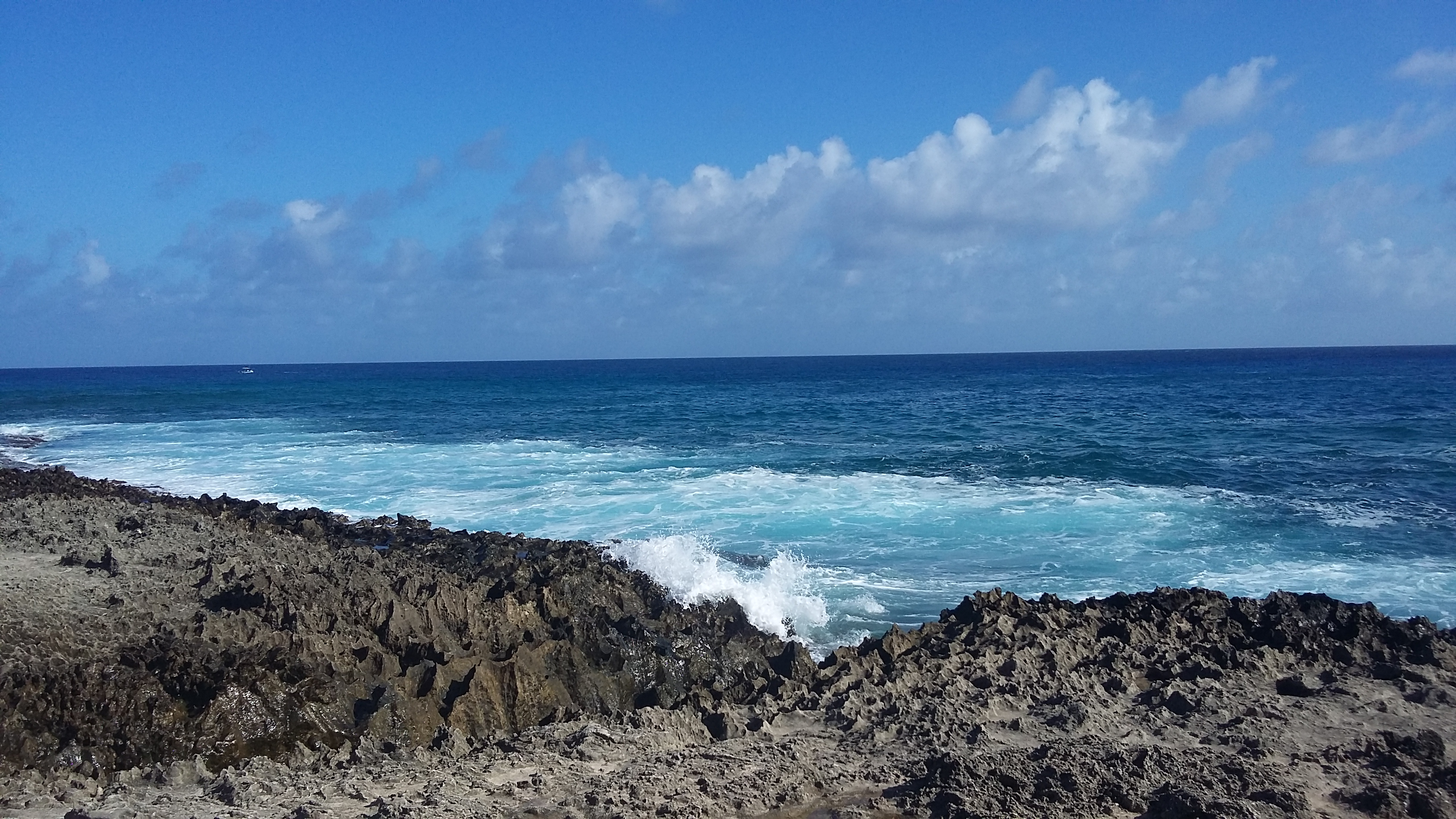
Hoyo soplador

Дорога дозволяє дістатися до кількох туристичних пам'яток острова. У напрямку проти годинникової стрілки вони наступні:
- Острівний будинок-музей - 5,3 км
- Печера Моргана - 7,5 км по відомчій дорозі 01SA06
- Hoyo soplador - 15,8 км
- Пляж Себастьян (Південний край) - 16,1 км
- Пляж Сан-Луїс (затока Саунд) - 21,1 км
- Регіональний парк Mange Old Point - 26,2 км